# Paraphlebia hyalina
Paraphlebia hyalina – gatunek ważki z rodziny Thaumatoneuridae. Endemit Meksyku; stwierdzony w stanach Veracruz, Tabasco, Oaxaca i Chiapas.